# Hyperbatus segmentator
Hyperbatus segmentator là một loài tò vò trong họ Ichneumonidae.